# دیمیترو بویکو
دیمیترو بویکو (اوکراینی: Дмитро Бойко؛ زادهٔ ۱۶ ژانویهٔ ۱۹۸۶) شمشیرباز اهل اوکراین است.